# Prunksarkophage des Königspaares (Berliner Dom)
Die Prunksarkophage des Königspaares Sophie Charlotte und Friedrich I. in Preußen im Berliner Dom wurden 1705 bzw. 1713 von Andreas Schlüter entworfen und von Johann Jacobi ausgeführt. Sie gehören zu den bedeutendsten Werken der barocken Bildhauerei.

## Prunksarkophag der Königin

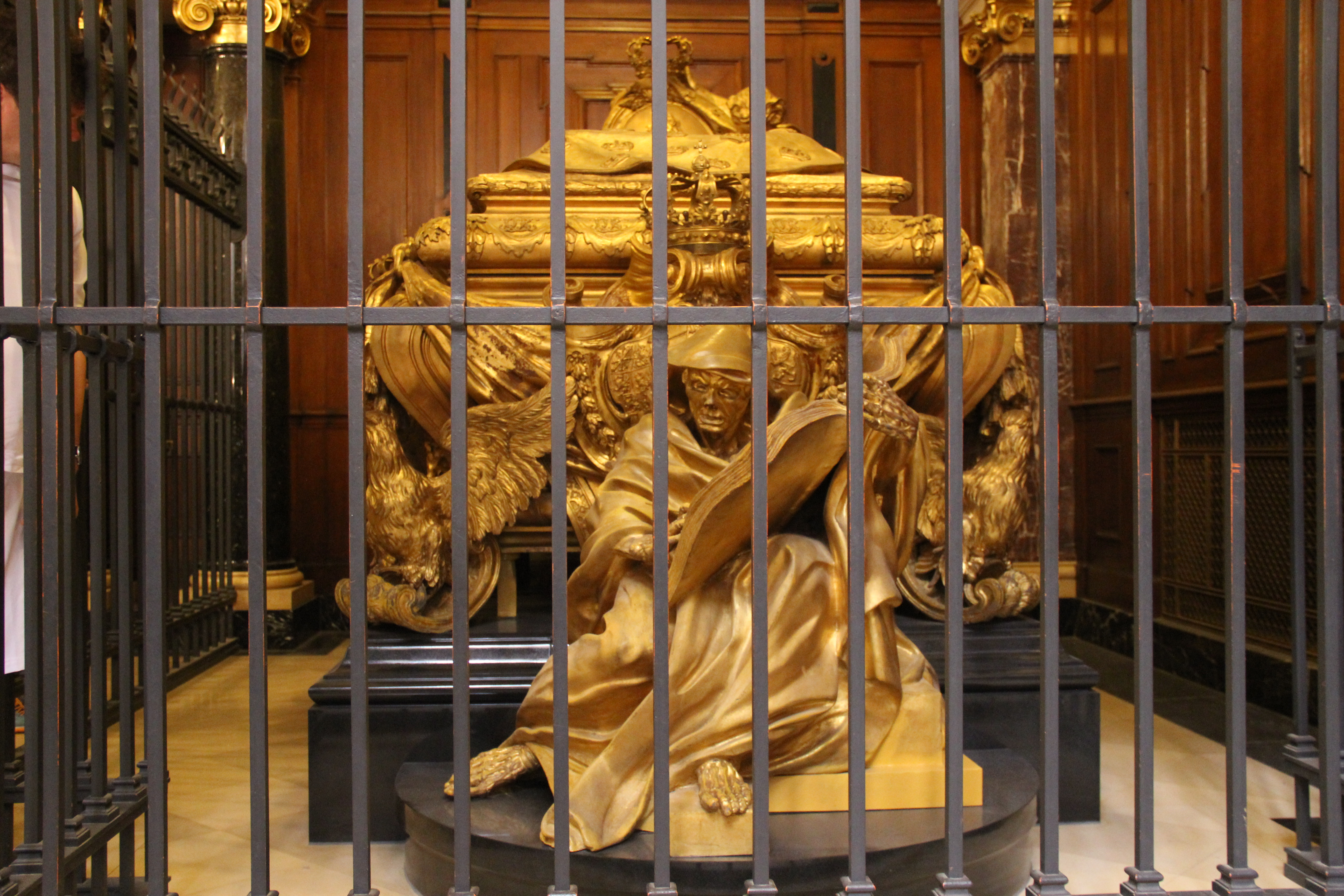
Prunksarkophag der Königin Sophie Charlotte in Preußen

Der Prunksarkophag Sophie Charlottes entstand zwischen ihrem Tod am 1. Februar und ihrer Beisetzung am 25. Juni 1705. Der Sarkophag der Königin wird von vier Konsolen mit Preußenadlern getragen und von einem Krönungsmantel bedeckt. Zwei weibliche Figuren am Kopfende, bezeichnet als Wachende und Schlafende, halten ein bekröntes Porträt der Königin.
An den Langseiten des Sarkophages befinden sich Inschrifttafeln, die von Welfenrossen getragen werden. Ein mit dem Wappen Hannovers verzierter Schild am Fußende verweist auf die Herkunft der ersten preußischen Königin. Vor dem Sarkophag sitzt eine männliche Figur des Todes, die die lateinischen Worte „In ewigem Gedenken an Königin Sophie Charlotte“ in ein Buch schreibt.
Der aus vergoldetem Blei und Zinn gefertigte Sarkophag der Königin ist 3,30 Meter lang (mit der Figur des Todes und den Verzierungen 4,50 Meter), 1,80 Meter breit und 1,43 Meter hoch (mit den Verzierungen etwa 2,50 Meter). Die Figur des Todes ist 1,50 Meter hoch.

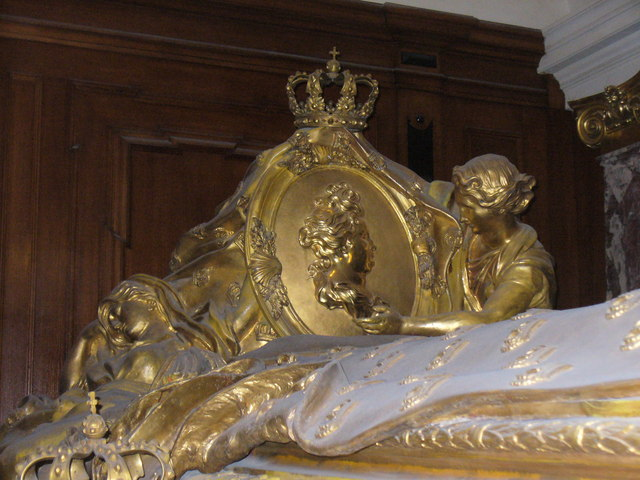
Kopfende
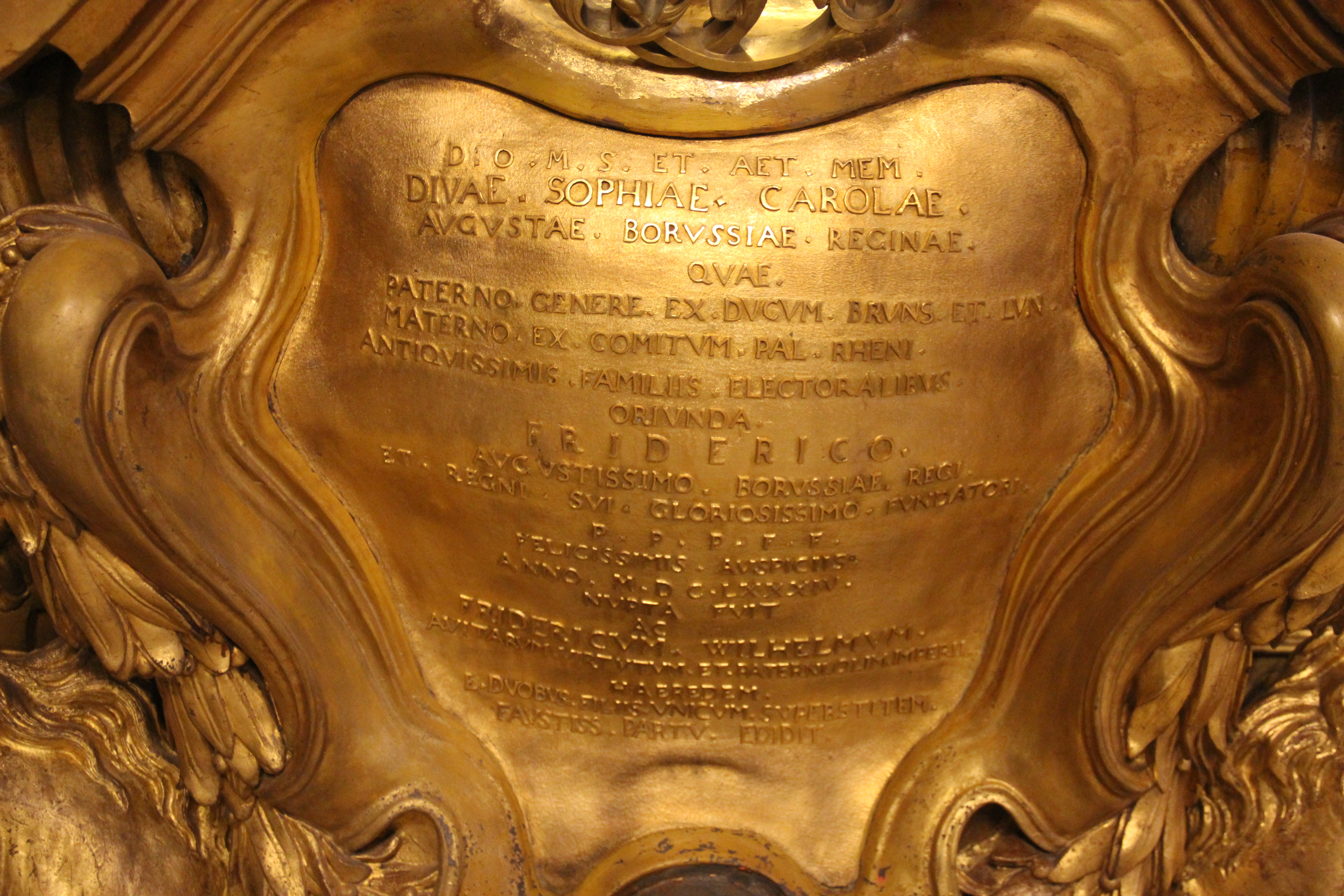
Inschrifttafel
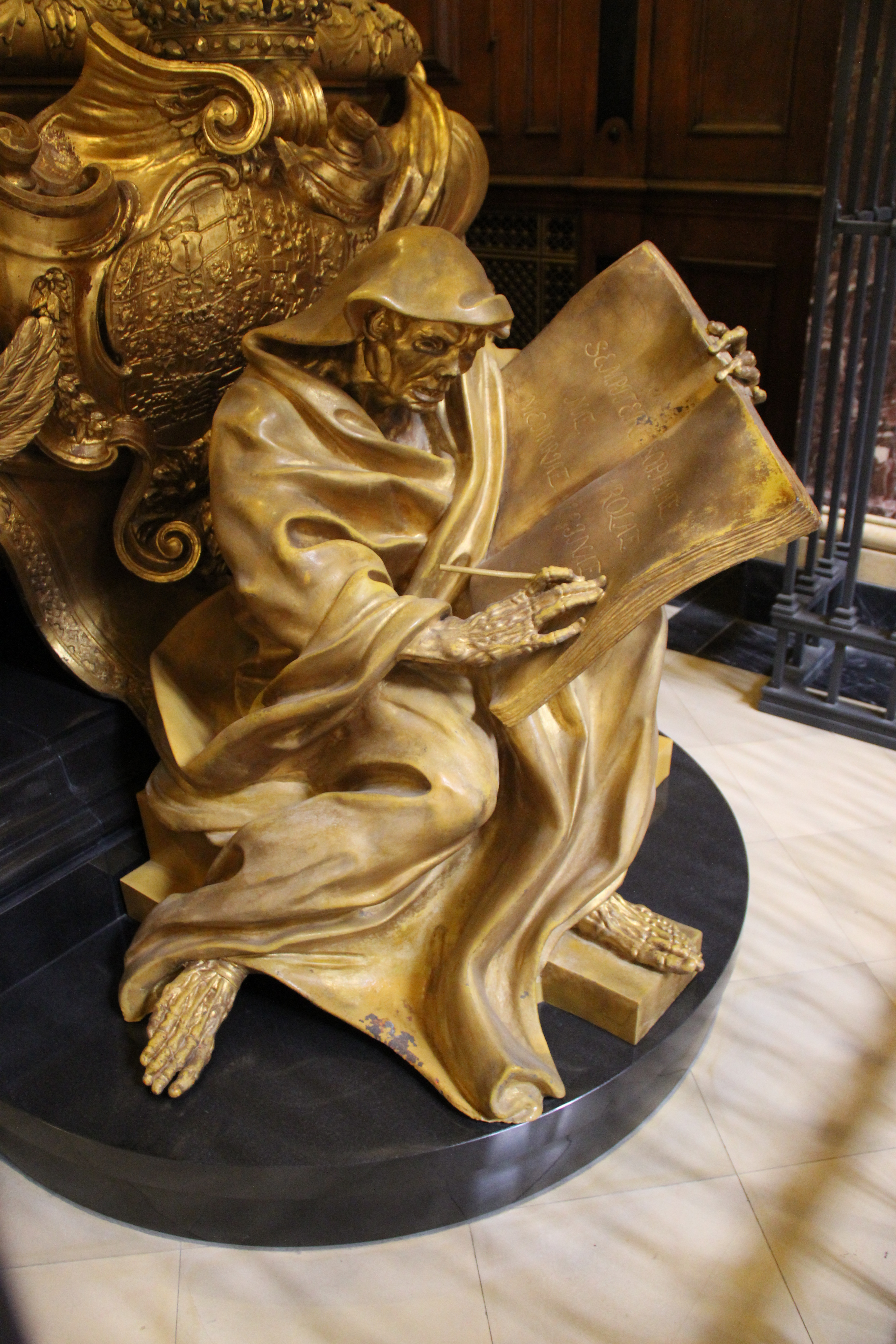
Fußende

## Prunksarkophag des Königs

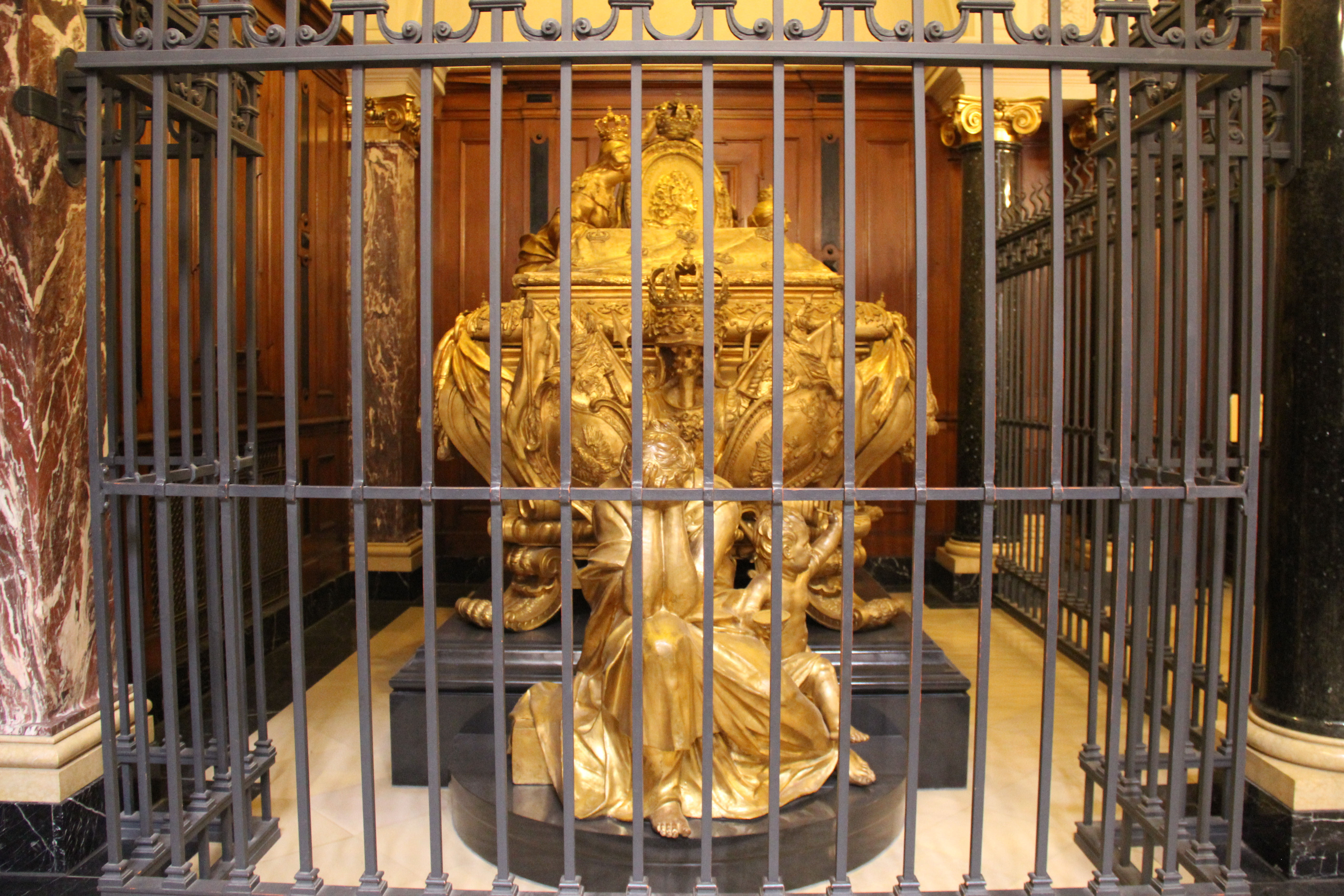
Prunksarkophag des Königs Friedrich I. in Preußen

Der Prunksarkophag Friedrichs I. entstand zwischen seinem Tod am 25. Februar und seiner Beisetzung am 2. Mai 1713. Der Sarkophag des Königs wird von vier Konsolen ohne Verzierungen getragen und von einem Krönungsmantel bedeckt. Zwei weibliche Figuren am Kopfende, bezeichnet als Brandenburgia und Borussia, halten ein bekröntes Porträt des Königs. 
An den Langseiten des Sarkophages befinden sich Inschrifttafeln, die von Preußenadlern getragen werden. Eine mit den Wappen Brandenburgs und Preußens verzierte Trophäe am Fußende verweist auf die Siege des ersten preußischen Königs. Vor dem Sarkophag sitzen eine weibliche Figur der Trauer, die den Kopf in die Hände stützt, und ein Knabe, der Seifenblasen macht.
Der aus vergoldetem Blei und Zinn gefertigte Sarkophag des Königs ist 3,30 Meter lang (mit der Figur der Trauer und den Verzierungen 4,40 Meter), 1,70 Meter breit und 1,47 Meter hoch (mit den Verzierungen etwa 2,70 Meter). Die Figur der Trauer ist 1,50 Meter hoch.

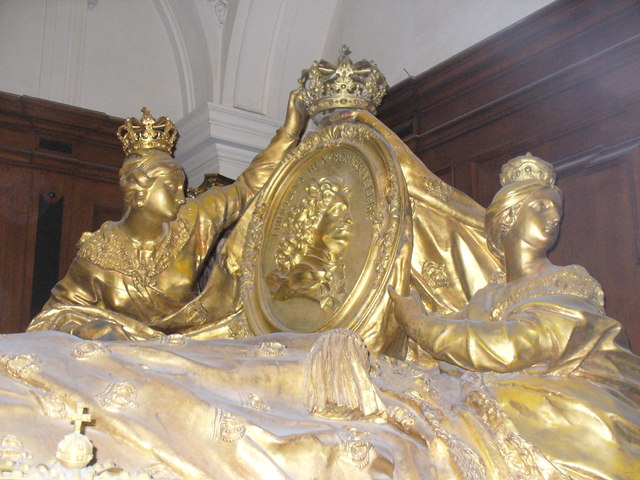
Kopfende
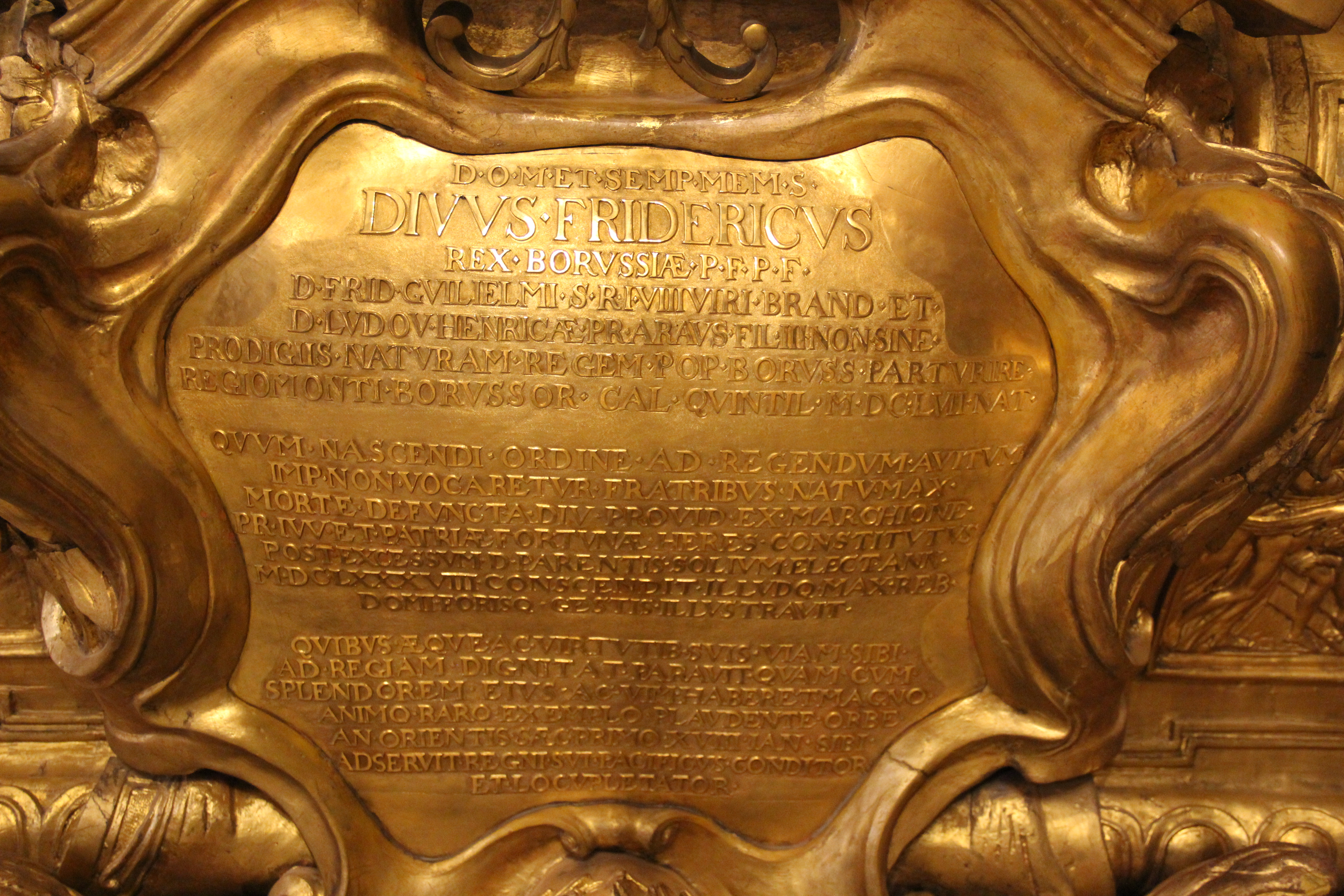
Inschrifttafel
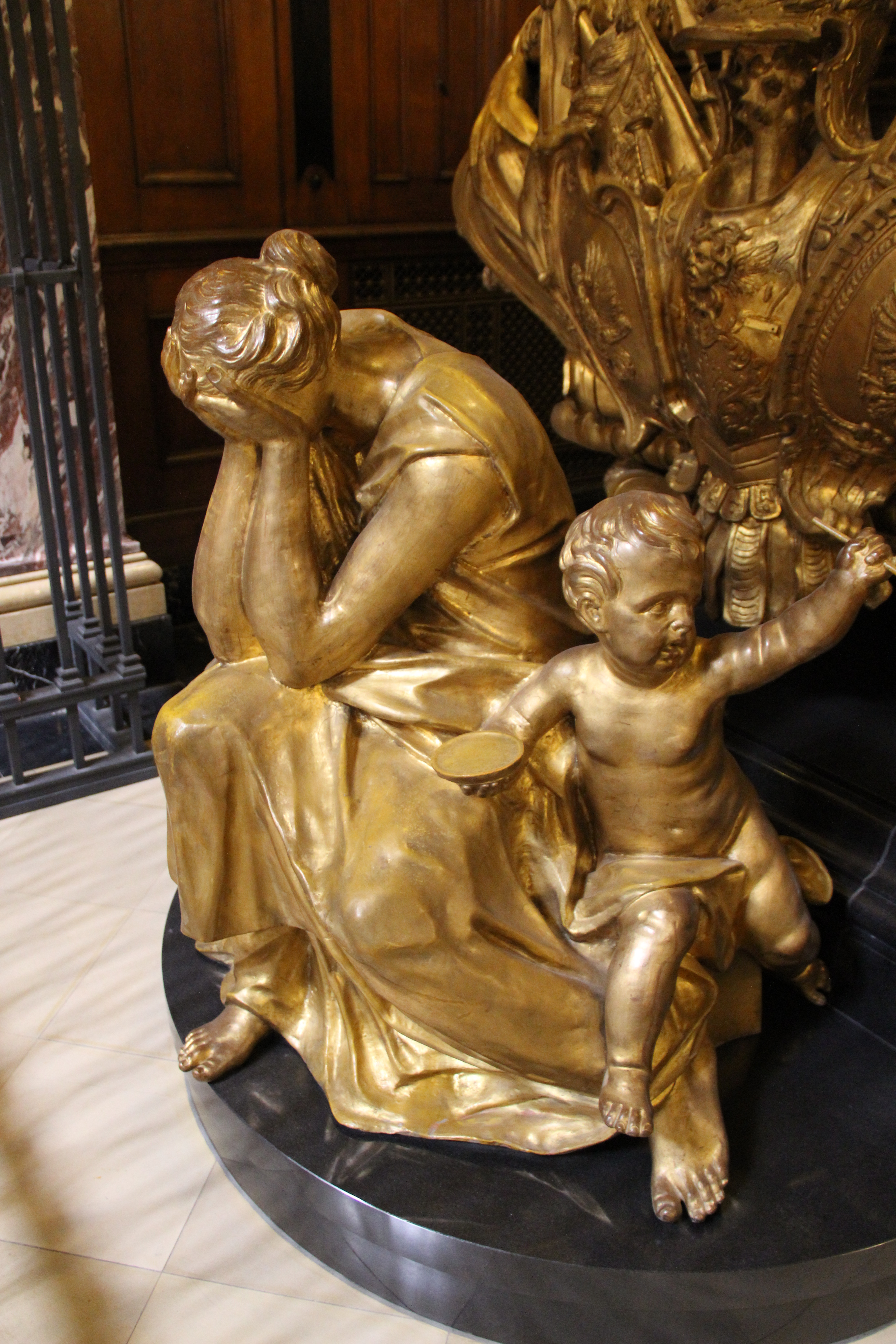
Fußende

## Standort
Die Prunksarkophage des Königspaares standen einst in der Denkmalskirche, die 1975 auf Anordnung der DDR-Regierung zerstört wurde, und stehen heute in der Predigtkirche des Berliner Domes.